# Шивэй

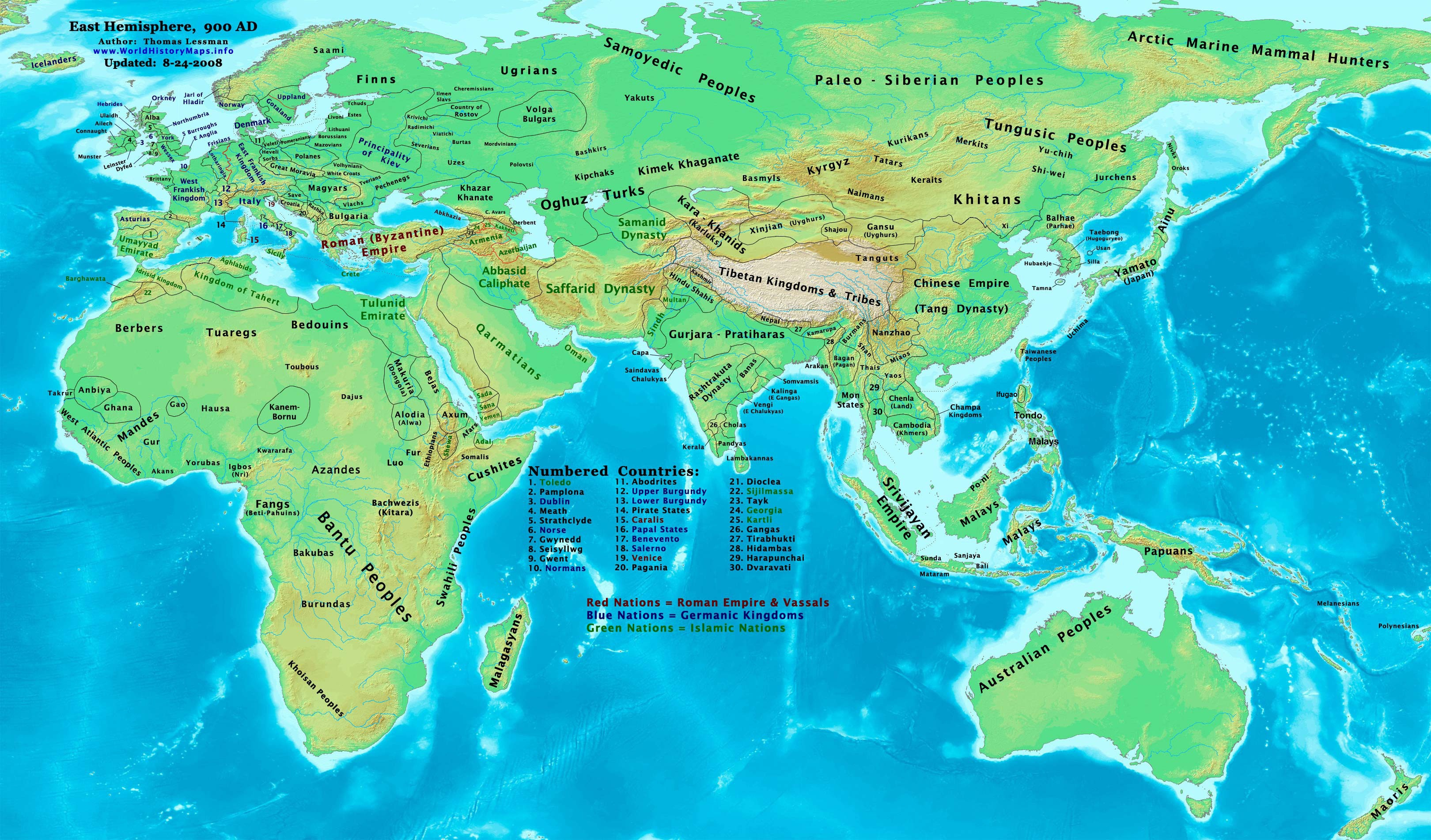
Шивэй в начале X века н. э.

Шивэй (кит. трад. 室韋, упр. 室韦, пиньинь shìwéi, палл. шивэй, также записывали 失韋 shīwéi) — общий экзоэтноним (VI?—XII) древних монгольских племён (кочевников), обитавших на территории восточной Монголии, части Внутренней Монголии и северной Маньчжурии (до Охотского моря). Термин также распространялся на тунгусо-маньчжурские племена (кочевников, полукочевников и охотников-рыболовов) региона.
«Шивэй» — китайский экзоним, использовавшийся со времён династии Бэй Вэй (386—534) до эпохи Чингисхана. На основании тюркских надписей шивэй чаще всего отождествляют с союзами токуз-татар и отуз-татар, что могло означать союзы 9 и 30 племён (см. Татары). Китайские хроникёры считали их единоплеменниками киданей, только живущими на севере.

## Расположение
Проживали на 1000 ли севернее Мохэ, в 6000 ли от Лояна. Так, по воспоминаниям китайских послов, через 10 дней пути на север из Хэлуна в земли киданей они достигли реки Чуошуй (啜水), ещё через три дня — Шаньшуй (善水), ещё через три дня — гор Дуляо (犢了山), высоких и огромных — около 300 ли шириной; далее, через 300 ли на север — большой реки Цюели (屈利), от которой послы, пройдя три дня пути на север до реки Жэньшуй (刃水), через пять дней пути на север достигли ставки шивэйцев. По землям с севера на юг текла река Найшуй (㮈水) в 4 ли шириной. Почвы в этой местности были влажными, воздух — холодным, урожаи — маленькими. Летом погода была дождливой и туманной, зимой выпадало много снега, и в землях северных шивэй лошади часто тонули в снегах.

## Деление
Известно, что с середины VI века шивэй разделились на независимые племена или аймаки: южные шивэй (南室韋), северные шивэй (北室韋), бо-шивэй (缽室韋), шэньмода-шивэй (深末怛室韋), большие шивэй (大室韋, их считают предками тайджиутов). Монархов шивэй не имели, а управлялись старейшинами, называемыми «юймофуманьдо» (餘莫弗瞞咄). Титул старейшины передавался сыновьям и младшим братьям. Если род пресекался, старейшина избирался из мудрых и богатых людей. Позже шивэй разделились ещё на 25 аймаков.
Южные шивэй жили на 3000 ли севернее киданей, летом кочевали в северных горах, «где много растений, животных и птиц, но и комаров много»; свои жилища — шалаши — строили на деревьях.
Северные шивэй жили вокруг горы Тугэ, в 11 днях пути на север от южных. Делились на 9 племён. Управлялись «цииньмохэду» (繞吐紇山而居), но у каждого племени имелось по три вождя — «мохэфу» (莫何弗). Бо-шивэй обитали ещё в 1000 ли севернее, у гор Хубу (胡布山); среди них также жило немало северных шивэй.
В четырёх днях пути на юго-запад от бо-шивэй жили Шэньмода-шивэй, получившие своё название от одноимённой реки.
Большие шивэй кочевали в нескольких тысячах ли на северо-запад. Дорога к ним была трудна, а их язык китайцам был непонятен.

### Племена
- большие шивэй (да шивэй, их шивэй) — тайджиуты[2][3]
- мэнгу шивэй — хамаг-монголы[4][5]
- улохоу — олхонуты[6], урянхайцы[7] (урянхан)[8]

В «Истории династии Суй» Вэй Чжэна упоминаются нань шивэй (южные шивэй), бэй шивэй (северные шивэй), бо шивэй, шэньмода шивэй и да шивэй (большие шивэй).
В «Старой истории династии Тан» Лю Сюя упоминаются двадцать племён: усугу (wusugu), исаймо (yisaimo), сайхэчжи (saiezhi), хэцзе (hejie), улоху (wuluohu), нали (nali), линси (lingxi), шаньбэй (shanbei), хуантоу (huangtou), дажучжэ (da ruzhe), сяожучжэ (xiao ruzhe), пово (powo), нобэйчжи (nebeizhi), лото (luotuo), дун шивэй (dong shiwei), си шивэй (xi shiwei), да шивэй (da shiwei), мэнъу шивэй (mengwu shiwei), лоцзу шивэй (luozu shiwei) и дагоу (dagu).
В «Истории государства киданей» говорится о шивэйцах, которых называют шивэй, хуантоу шивэй и шоу шивэй. Кроме них также упоминаются хэйчэцзы (хэйчэчжи, хэйчэчжэ-шивэи).

## История
В 544 году шивэй установили контакт с Дун Вэй: ко двору императора из земель северных шивэй приехал посол Чжан Удоу (張烏豆) и привёз дань. Позже шивэй стали приезжать к Бэй Ци. Вскоре сформировался мощный Тюркский каганат, и шивэй не могли противиться ему. Каганы стали посылать тудуней (наместников) для управления шивэй.
В 847 году енисейские кыргызы совершили крупный поход на Амур против бежавших туда уйгуров в количестве до 500 человек и укрывшего их племени шивэй. В походе принимало участие 70 тысяч всадников во главе с министром Або. Поход закончился разгромом шивэй и бегством уйгуров.

## Язык
Одинаков с языком татабов, киданей, доумолоу.

## Оружие
Шивэй использовали луки с роговыми вставками; стрелы были очень длинными и изготовлялись из дерева «ху» (предположительно, тальника). Для охоты пользовались метательными копьями.

## Хозяйство
Сеяли просо (в том числе неклейкое), пшеницу. Обрабатывали землю, используя сохи из заострённых деревьев без металлических сошников. Соху тянул человек; быков для пахоты использовать запрещалось.
Летом шивэй жили в поселениях, зимой кочевали в поисках воды и травы. Добывали соболей, большие шивэй также охотились на тёмных белок. Делали брожением алкоголь. Передвигались на телегах, в которые впрягали волов. Из растений строили шалаши, по форме напоминавшие телеги тюрок (тюрки кочевали в телегах, крыша которых делалась войлочной), в них же жили. Северные шивэй и шэньмода зимой строили землянки в горах. Бо-шивэй покрывали хижины берестой. Из травы также делали сёдла и попоны, из верёвок плели уздечки. Северные шивэй ездили зимой на лыжах, опасаясь попасть в охотничьи ямы. Спали на свиных кожах и плетёных циновках. Через реки переправлялись на связках хвороста или надутых воздухом кожах.
Из животных держали свиней, собак и коров; лошадей было мало, овец не разводили и вовсе. У северных шивэй скот часто замерзал зимой, и им приходилось охотиться на кабарг и оленей. Их мясом питались, а из шкур шили одежду.
Северные шивэй ловили рыбу зимой, делая проруби.
Покупали железо у Когурё.

## Обычаи
Схожи с мукри. Мужчины заплетали волосы в косу, по другим данным — носили их распущенными. Женщины собирали волосы в узел; на шее носили ожерелья из красного жемчуга, девушкам такие носить не дозволялось. Оба пола одевались одинаково, в куртки и штаны из кожи белых оленей. Северные шивэй также делали шапки из меха лис и соболей, одежду из рыбьей кожи, похожую на одеяния киданей. Женщины, сидя, обхватывали руками колени.
Воровства у шивэй было мало, за ворованное следовало наказание двойным штрафом. Убийца платил 300 лошадей.
Брачные обычаи у шивэй выглядели следующим образом: сначала две семьи договаривались о браке, затем невесту воровали, потом — платили выкуп лошадьми и коровами. Жених переселялся в дом невесты, а с рождением первенца — в дом к жениху. Вдове запрещалось выходить замуж повторно.
Траур по родителям длился три года, в году по четыре поминки. Умерших оставляли лежать на ветвях деревьев (подобные обычаи существовали у Мукри). Если вдова не могла самостоятельно похоронить тело мужа, то весь род собирался и строил домовину, где клали покойника.